# Clayoquot Arm Park
Clayoquot Arm Park är en park i Kanada.   Den ligger i provinsen British Columbia, i den sydvästra delen av landet, 3 700 km väster om huvudstaden Ottawa. Clayoquot Arm Park ligger 111 meter över havet. Den ligger vid sjön Kennedy Lake.
Terrängen runt Clayoquot Arm Park är bergig åt nordost, men åt sydväst är den kuperad. Trakten runt Clayoquot Arm Park är nära nog obefolkad, med mindre än två invånare per kvadratkilometer.. Det finns inga samhällen i närheten. 
I omgivningarna runt Clayoquot Arm Park växer i huvudsak barrskog.